# Violinsonate Nr. 3 (Beethoven)
Die Violinsonate Nr. 3 in Es-Dur, op. 12 Nr. 3 ist eine Sonate für Violine und Klavier von Ludwig van Beethoven.

## Entstehung
Die Violinsonaten op. 12 entstanden in den Jahren 1797 und 1798 und erschienen 1798 unter dem Titel Tre Sonate per il Clavicembalo o Forte-Piano con un Violino mit einer Widmung an Beethovens Lehrer Antonio Salieri.

## Zur Musik
In seinen Violinsonaten setzte Beethoven bei Wolfgang Amadeus Mozart an, der begonnen hatte, die Violine von einem bis dahin begleitenden zu einem gleichberechtigten Partner des Klaviers zu entwickeln. Beethoven folgt Mozarts Vorbild in Anzahl und Aufbau der Sätze. Beethovens Violinsonaten sind vom Dialog zwischen Klavier und Violine geprägt und schockierten das zeitgenössische Publikum, das bis dahin lediglich Unterhaltungsmusik gewohnt war, durch den Einsatz von Synkopen sowie eigenwillige Modulationen und Rhythmen.

### 1. Satz: Allegro con spirito
Im Vergleich zu den Vorgängersonaten ist der Kopfsatz von op. 12,3 anspruchsvoller angelegt.
Das Thema ist in drei Gruppen von jeweils vier Takten gegliedert. Während die ersten vier Takte metrisch unbestimmt sind, steht die zweite Viergruppe im 4/4-Tempo, woraufhin die letzten vier Takte die vier Anfangstakte variieren. Das zweite Thema ist durch einen Quartvorhalt gekennzeichnet. Ein kurz vor der Reprise erscheinendes Element führt Klavier und Violine im Unisono zusammen.

### 2. Satz: Adagio con molt’espressione
Das Adagio con molt’espressione ähnelt dem Mittelsatz von Beethovens Klaviersonate Nr. 4 Es-Dur op. 7 sowie dem des Streichtrio Nr. 3 in c-Moll op. 9, Nr. 3. Ferner greift Beethoven hier die Idee der Vorgängersonate auf, einen emotionalen Satz in den Mittelpunkt zu stellen.
Die Begleitfigur des Klaviers lehnt sich an das C-Dur-Präludium aus Johann Sebastian Bachs Wohltemperiertem Klavier an.

### 3. Satz: Rondo. Allegro molto
Der dritte Satz ist ein konventionelles Schlussrondo. Im Thema wird die auftaktige Quarte zur Quinte und Sexte gestreckt. Am Schluss des Satzes wird das Thema kontrapunktartig steigernd imitiert.

## Wirkung
In Bezug auf die Neuartigkeit der Musik bescheinigte die Allgemeine musikalische Zeitung dem Komponisten im Jahr 1799, dass er „einen eigenen Gang“ gehe und in den Sonaten op. 12 „keine Natur, kein Gesang“, stattdessen aber „Eine Sträubigkeit, für die man wenig Interesse fühlt“ und „ein Anhäufen von Schwierigkeit auf Schwierigkeit“ vorhanden seien. Demgegenüber verglich Robert Schumann im Jahr 1836 Beethoven mit einer „Himmelssonnenblume“, zu der sich „der Name Beethoven entfaltet“ habe.

### Belege
- Harenberg Kulturführer Kammermusik. Bibliographisches Institut & F. A. Brockhaus, Mannheim 2008, ISBN 978-3-411-07093-0.
- Jürgen Heidrich: Violinsonaten. In: Beethoven–Handbuch. Bärenreiter, Kassel 2009, ISBN 978-3-476-02153-3, S. 466–475.
- Lewis Lockwood: Beethoven: Seine Musik – Sein Leben. Metzler, 2009, ISBN 978-3-476-02231-8, S. 76ff.

### Weiterführende Literatur
- Dieter Rexroth: 3 Violinsonaten D-Dur, A-Dur und Es-Dur op. 12. In: Interpretationen 1994. Band 1. S. 83–89.